# Игуманија Вероника (Паунковић)
Вероника (световно Љубица Паунковић; Кучевиште, 8. јануар 1942) монахиња је Српске православне цркве и старешина Манастира Горњака.

## Биографија
Игуманија Вероника (Паунковић) рођена је у 8. јануара 1942. године у селу Кучевиште (Северна Македонија), од веома побожних и честитих родитеља. Основну школу завршила је у родном месту Приликом крштења је добила име Љубица.
Ступа у Манастир Лешок код Тетова 20. априла 1954. године где је после три године искушеништва замонашена 1956. године добивши име Вероника. Због раскола Македонске православне цркве — Охридске архиепископије и честих албанских напада избегла је сестринством 14. новембра 1968. године у Епархију пожаревачко-браничевску у Манастир Горњак код Петровца на Млави
Одлуком епископа браничевскога Хризостома Војиновића, након упокојења игуманије мати Меланије (Шушњар), 10. јуна 2000. године именована је за игуманију Манастира Горњака. Њеним трудом и залагањем манастир је генерално обновљен као и пратећи манастирски објекти и конак.